# Seyðisfjörður (comune)
Seyðisfjörður (in lingua islandese: Fiordo del focolare) è un piccolo villaggio situato alla fine del fiordo omonimo, nella regione dell'Austurland, la parte orientale dell'Islanda.

## Storia
I primi insediamenti sono databili al periodo della colonizzazione dell'Islanda.
I primi abitanti di Seyðisfjörður arrivarono nell'area nel 1848; si trattava di pescatori norvegesi. Le tipiche case in legno, per le quali il paese è conosciuto, furono per la maggior parte costruite da loro. 

Durante la seconda guerra mondiale Seyðisfjörður venne usata come base militare angloamericana.

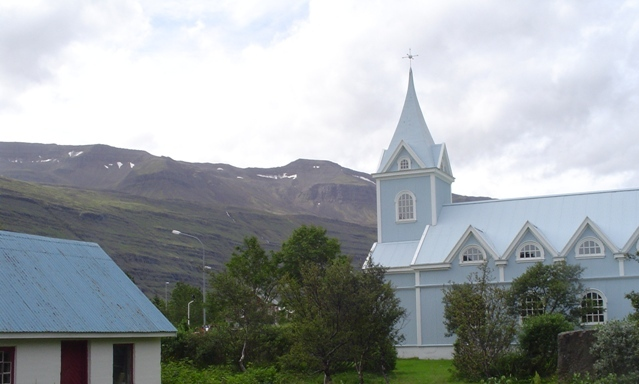
Caratteristici edifici in legno

## Posizione e collegamenti
L'insediamento è distante 27 km in strada panoramica da Egilsstaðir. L'abitato di Seyðisfjörður è circondato su tre lati dalle montagne, ed attorno al paese si possono trovare molte cascate.
Seyðisfjörður è anche collegato via mare: ogni settimana è prevista una traversata del traghetto della Smyril Line da/per Hirsthals in Danimarca, e Tórshavn nelle Isole Fær Øer.

## Economia
L'economia locale, con la recente chiusura dello stabilimento per la lavorazione del pesce, si è spostata sul turismo. Il posto rimane comunque un significativo porto di pesca sulla costa orientale dell'Islanda. Malgrado le sue ridotte dimensioni, Seyðisfjörður ha una vivace scena culturale con un centro artistico e svariati musei.